# Vườn quốc gia Tatras Hạ

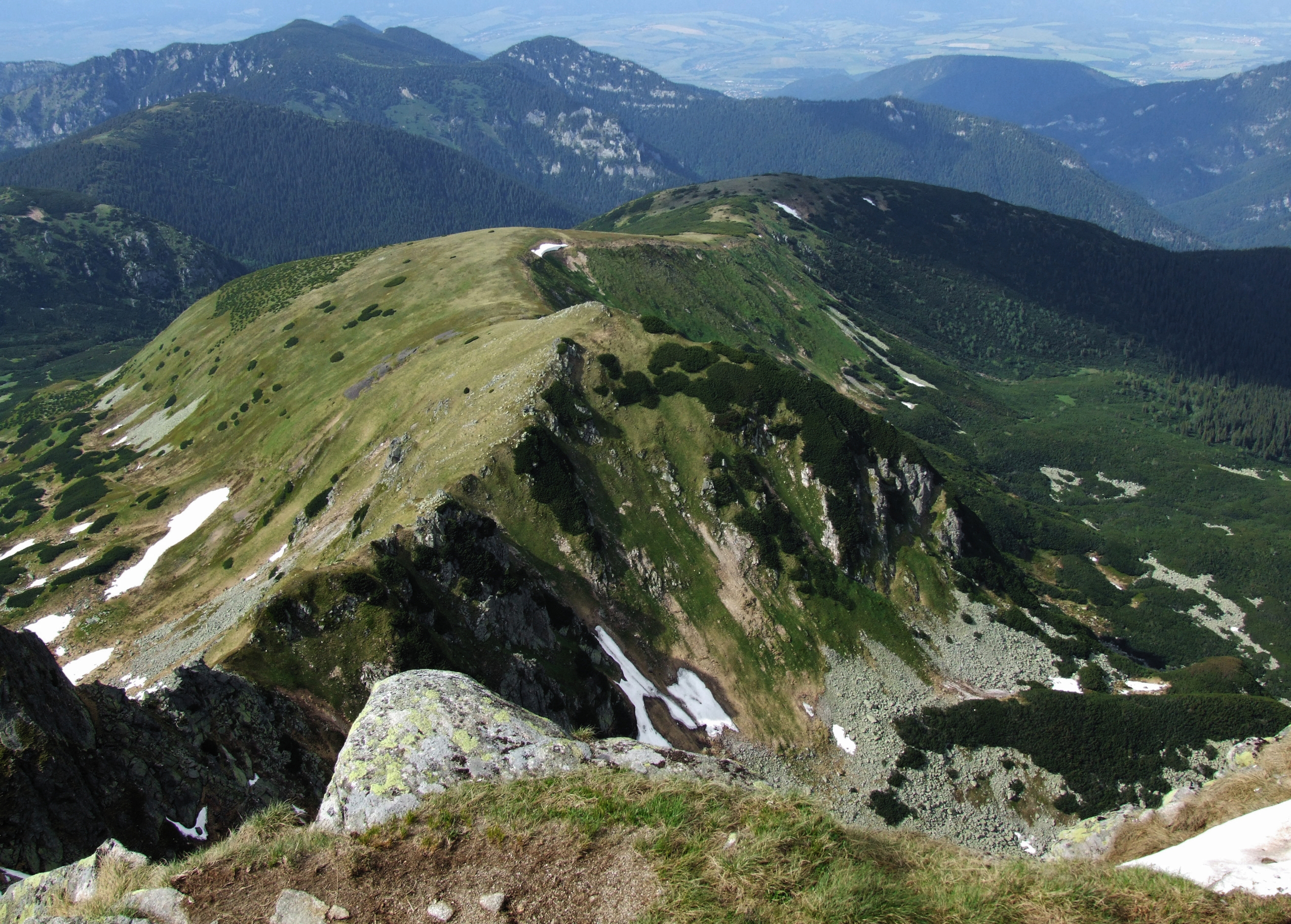
Toàn cảnh Tatras Hạ nhìn từ Ďumbier

Vườn quốc gia Tatras Hạ (tiếng Slovak: Národný park Nízke Tatry; viết tắt là NAPANT) là một công viên quốc gia rộng lớn ở miền Trung Slovakia, nằm giữa sông Váh và thung lũng sông Hron. Với diện tích vô cùng rộng lớn, bao gồm 728 km² thuộc Vườn quốc gia và 1.102 km² thuộc vùng đệm, Tatras Hạ trở thành công viên quốc gia lớn nhất ở Slovakia. Nhìn từ trên cao, vườn quốc gia như một tấm màn khổng lồ bao phủ toàn dãy núi Tatras Hạ.
Hiện tại, Vườn quốc gia thuộc sở hữu của 3 vùng địa lý bao gồm Vùng Banská Bystrica (các huyện Banská Bystrica và Brezno), Vùng Žilina (các huyện Ružomberok và Liptovský Mikuláš) và Vùng Prešov (Huyện Poprad). Điểm cao nhất của Vườn quốc gia là Đỉnh Ďumbier với độ cao khoảng 2.043m hoặc 7.063 ft. Cùng nằm trong nhóm những đỉnh núi cao thuộc Vườn quốc gia, nhưng Kráľova hoľa trở nên nổi bật hơn vì được vây quanh bởi bốn con sông lớn của Slovakia, đó là: sông Váh, sông Hron, sông Hnilec và sông Hornád.

## Lịch sử
Quá trình bảo vệ lãnh thổ Tatras Hạ bắt đầu từ năm 1918-1921 và từ ngay sau Chiến tranh thế giới thứ hai. Năm 1963, Vườn quốc gia Tatras Hạ thành lập với tên gọi là Vườn quốc gia Trung Slovakia. Từ năm 1967 đến năm 1968, chính quyền đã đề xuất một dự thảo với mục tiêu thành lập công viên quốc gia nhân dịp kỷ niệm 25 năm Cuộc nổi dậy của nhân dân Slovakia. Nhưng chính quyền phải đối mặt với rất nhiều khó khăn xung quanh vấn đề này, nên cần thêm 10 năm nữa, cụ thể là đến năm 1978, vườn quốc gia chính thức được thành lập theo Quy định 119/1978 của Cộng hòa Xã hội Chủ nghĩa Slovakia. Các văn bản hành chính đã nêu ra cụ thể 2 điều, thứ nhất xác nhận diện tích của Vườn quốc gia là 81.095 ha và diện tích của phân khu bảo vệ là 123.990 ha, thứ hai là đưa ra những quy định về việc bảo vệ các khu vực của Vườn quốc gia.
Ngày 17 tháng 6 năm 1997, quy định số 182/1997 của Chính phủ Cộng hòa Slovakia đã nêu rõ về việc thay đổi biên giới của Vườn quốc gia và các khu bảo vệ. Theo đó, diện tích sau khi điều chỉnh của Vườn quốc gia là 72.842 ha, nhỏ hơn 8.253 ha so với diện tích ban đầu. Diện tích sau khi điều chỉnh của các khu bảo vệ là 110.162 ha, nhỏ hơn 13.828 ha so với diện tích được xác nhận vào năm 1978.

## Du lịch

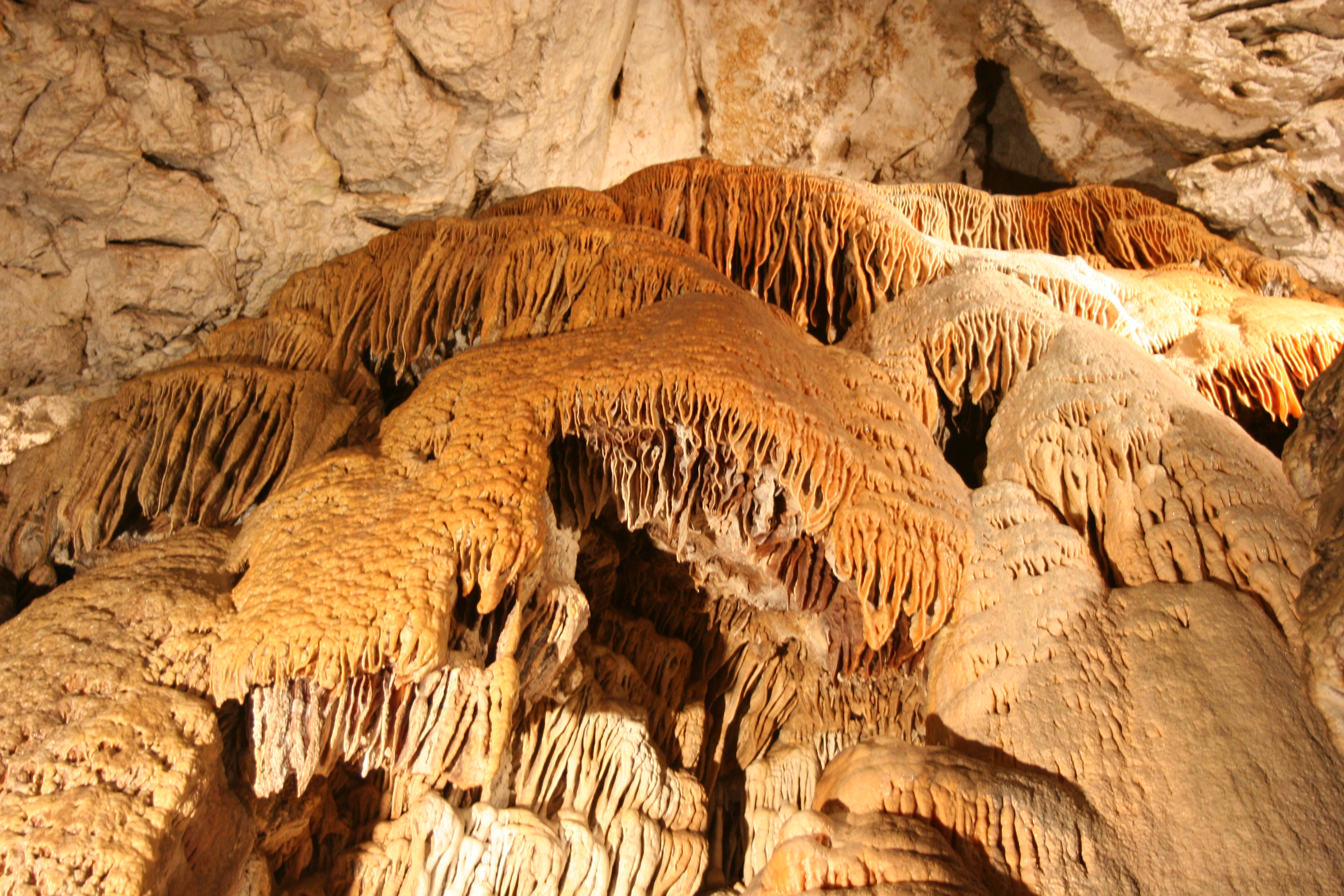
Cảnh quan phía trong Động Tự do Demänovská

Bên cạnh các hoạt động bảo tồn thiên nhiên, Vườn quốc gia còn tổ chức nhiều hoạt động thể thao và du lịch. Trong đó, một loạt các khu nghỉ mát trở nên nổi tiếng và thu hút khách du lịch, bao gồm khu nghỉ dưỡng Jasna Tatras Hạ, khu nghỉ dưỡng Tále, khu nghỉ dưỡng Demänovská dolina và khu nghỉ dưỡng Čertovica. Ngoài ra, nhiều hang động cũng mở cửa cho tất cả khách tham quan: hang động Demänovská jaskyňa Slobody (Động Demänovská), hang động Demänovská ľadová jasky (hay còn gọi là Động băng Demänovská), Hang động Bystrá và Hang động Vaáecká.

## Khu bảo tồn
Hiện tại, trong khuôn khổ của Vườn quốc gia và vùng đệm, thành lập các khu bảo tồn với tổng diện tích 98,89 km², bao gồm:
- 10 khu bảo tồn thiên nhiên quốc gia
- 10 khu bảo tồn thiên nhiên bao gồm cả khu bảo tồn Horné lazy
- 5 di tích thiên nhiên quốc gia
- 6 di tích thiên nhiên
- 1 khu vực bảo vệ nghiêm ngặt